# Planalto (Coronel Fabriciano)
Planalto é um bairro do município brasileiro de Coronel Fabriciano, no interior do estado de Minas Gerais. Localiza-se no distrito Senador Melo Viana. De acordo com o Instituto Brasileiro de Geografia e Estatística (IBGE), em 2010 sua população era de 576 habitantes e havia 191 domicílios particulares.
Embora seja identificado pela prefeitura, tanto o IBGE em 2010 como o sistema de geoprocessamento da administração municipal em 2020 consideravam o bairro e sua população como parte do vizinho Alipinho.
A localidade surgiu na década de 1970, após a área ser loteada por Floriano Mário da Silva. Originalmente fora integrado ao bairro Alipinho, no entanto a adoção de outra denominação pela nova localidade foi necessária para facilitar a entrega de correspondências e outros serviços. O nome recebido é uma referência ao relevo plano situado sobre uma região elevada, assim como um planalto.